# باري كامينز
باري كامينز هو لاعب هوكي جليد كندي، ولد في 25 يناير 1949 في ريجاينا في كندا.

## وصلات خارجية
- باري كامينز على موقع دوري الهوكي الوطني (الإنجليزية)
- باري كامينز على موقع قاعة مشاهير الهوكي (لاعب أن.إتش.أل) (الإنجليزية)
- باري كامينز على موقع EliteProspects.com (الإنجليزية)
- باري كامينز على موقع HockeyDB.com (الإنجليزية)
- باري كامينز على موقع Hockey-Reference.com (الإنجليزية)